# Vetjera na khutore bliz Dikanki
Vetjera na khutore bliz Dikanki (russisk: Вечера на хуторе близ Диканьки) er en sovjetisk spillefilm fra 1961 af Aleksandr Rou.

## Medvirkende
- Aleksandr Khvylja som Tjub
- Ljudmila Myznikova som Oksana
- Jurij Tavrov som Vakula
- Ljudmila Khitjaeva som Solokha
- Sergej Martinson som Osip